# CAFTA
CAFTA (Central American Free Trade Agreement) er en frihandelsaftale mellem USA og de centralamerikanske lande Costa Rica, El Salvador, Guatemala, Honduras, Nicaragua og Den Dominikanske Republik, som tiltrådte aftalen i 2004, hvorefter den er blevet kaldt DR-CAFTA.
Aftalen indebærer, at der ingen told skal være på varer, der udveksles mellem landene, og giver forhåbninger om en mere dynamisk handel især for de centralamerikanske lande. Aftalen er blevet et skridt på vejen til den foreslåede og langt mere ambitiøse aftale FTAA (Free Trade Area of the Americas), der skal omfatte hele Amerika (fra syd til nord) – undtaget Venezuela og Cuba.